# 1932년 미국 대통령 선거
1932년 미국 대통령 선거는 1932년 11월 8일에 치른 미국의 대통령선거이다. 1929년 주식 시장 붕괴와 대공황의 영향이 국가 전체를 무겁게 짓누르고 있는 중에 이루어졌다. 현직 대통령인 공화당 허버트 후버의 인기는 폭락했고, 유권자들은 후버가 경제의 붕괴를 회복하지 못하고, 금주법도 제대로 처리하지 못한다고 판단하고서 그에 대한 믿음을 버렸다. 민주당 프랭클린 루스벨트는 후버가 이러한 문제에 부닥치고도 취하지 못한 정책들을 선거 운동 공약으로 이용할 수 있다고 생각하고 뉴딜 정책으로 불리는 개혁을 공약했다. 루즈 벨트가 어떻게 사태를 바꿀 수 있는 지에 대해서는 명확하지 않았지만, 압도적인 승리를 얻었다. 이 ‘시대를 분명히 한 선거’는 제4정당제 즉 진보주의 시대의 붕괴를 말하는 것이었다. 유권자들은 곧 루즈벨트의 뉴딜 정책 연합에 지배되는 제5정당제에 포함되게 되었다.

## 후보자

### 민주당
민주당 지명 후보자

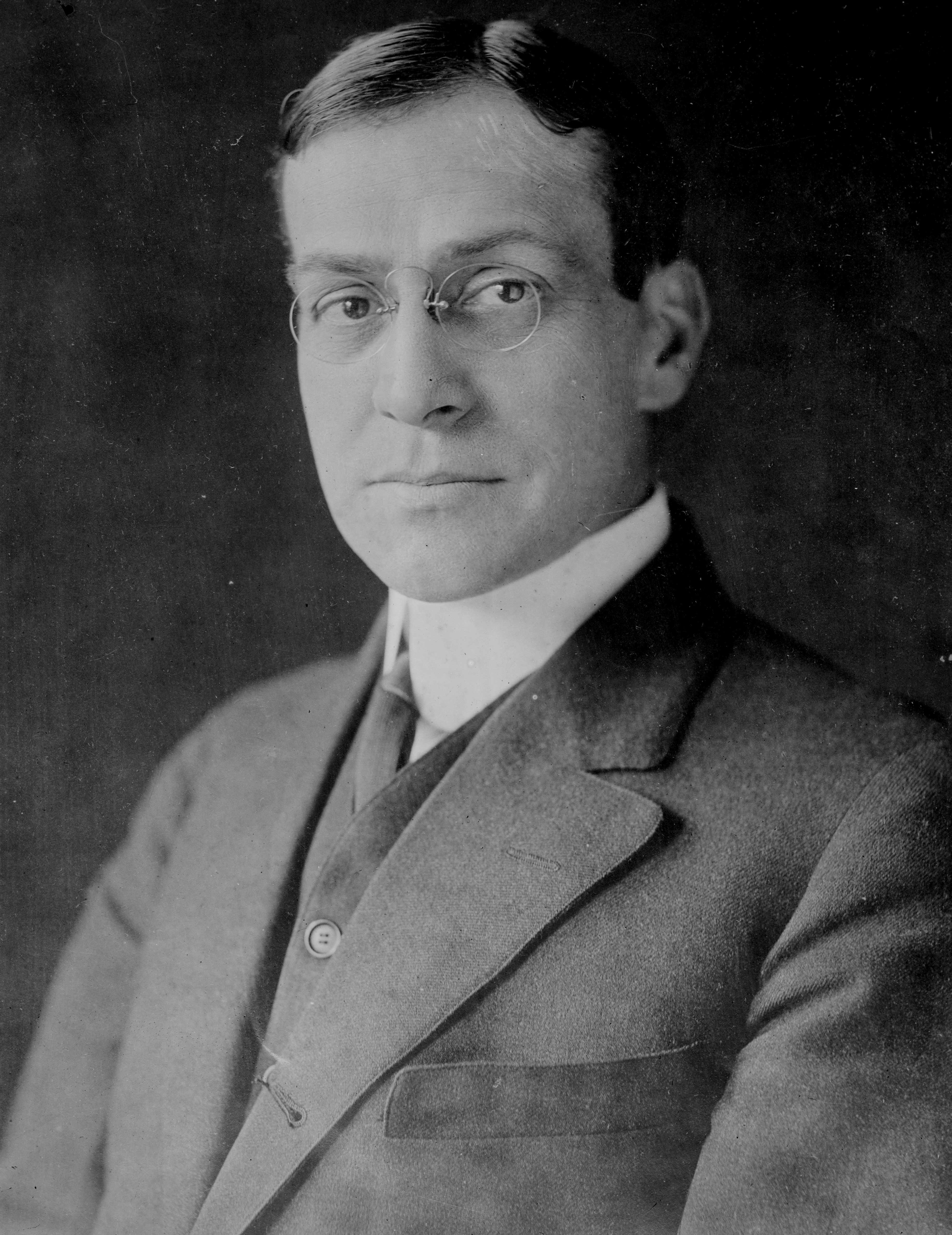
뉴턴 D. 베이커, 전미국육군장관, 오하이오주출신
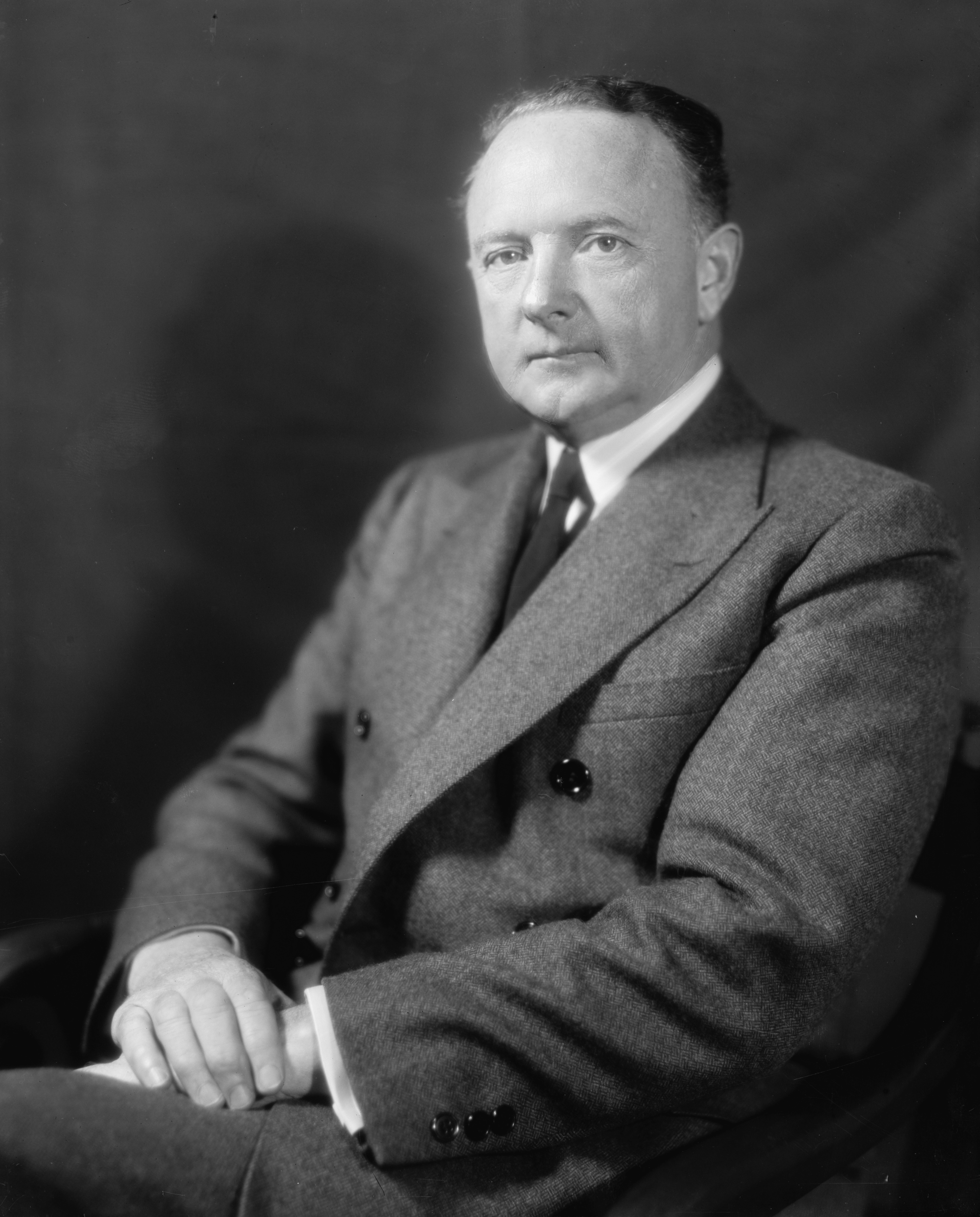
해리 F. 버드, 전버지니아주지사
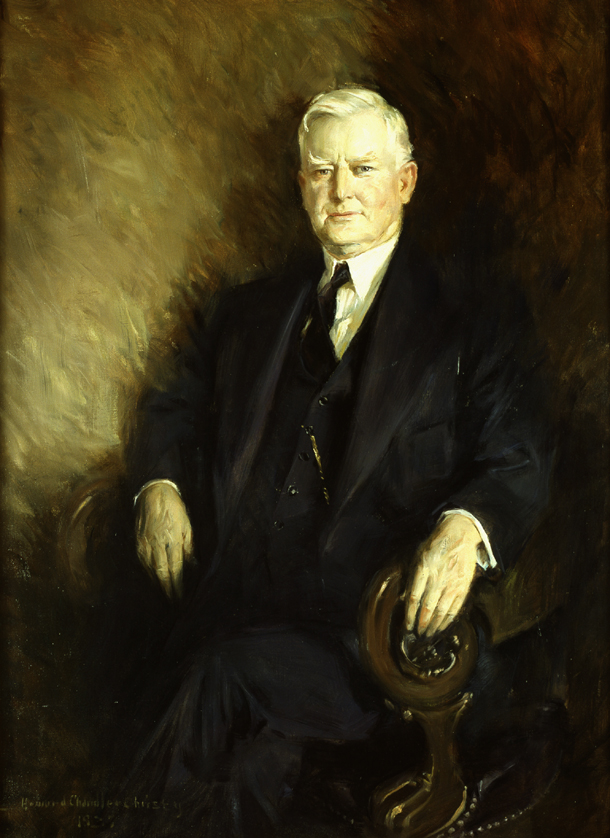
존 N. 가너, 하원의장, 텍사스주출신
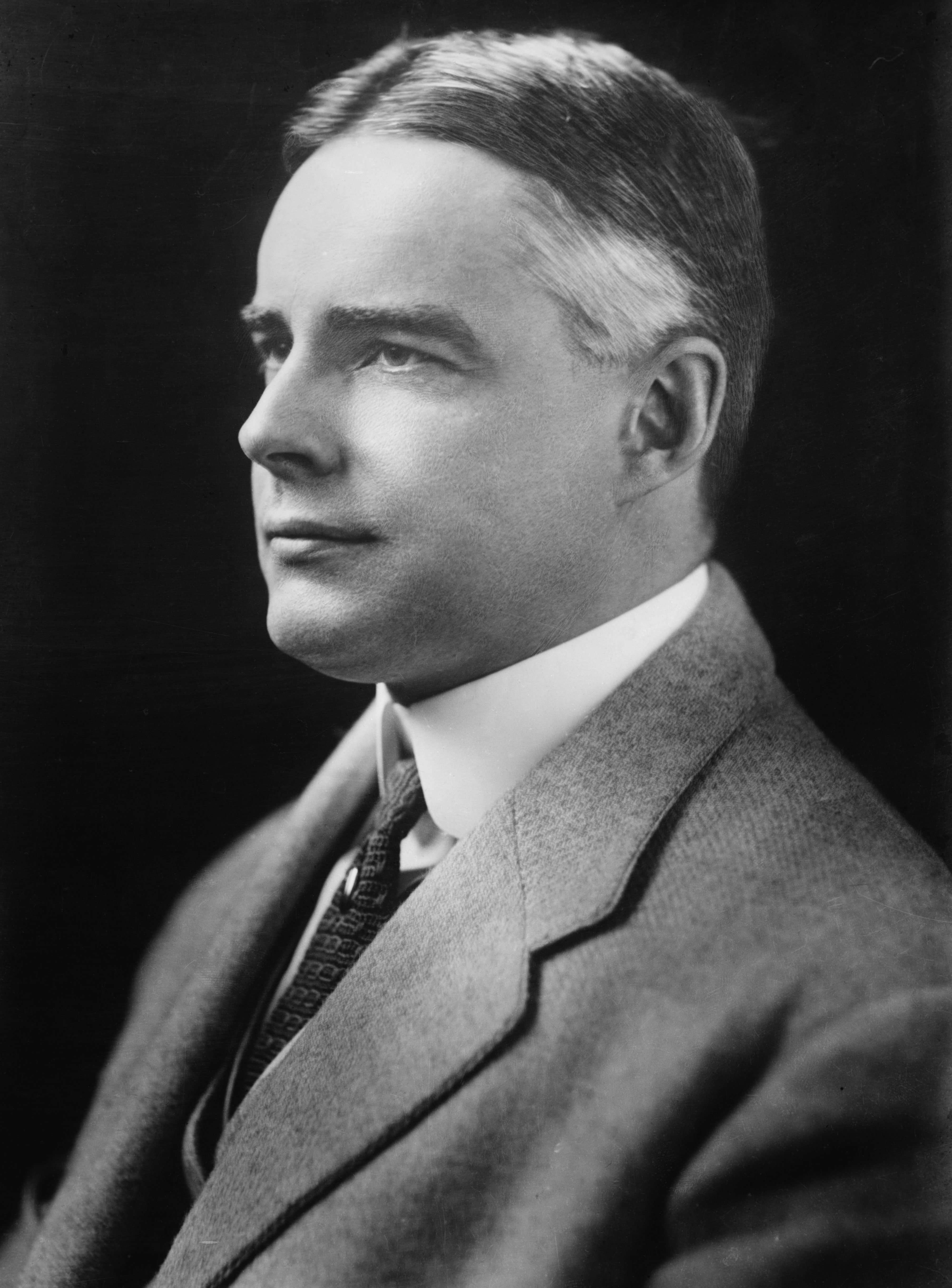
앨버트 리치, 메릴랜드주지사
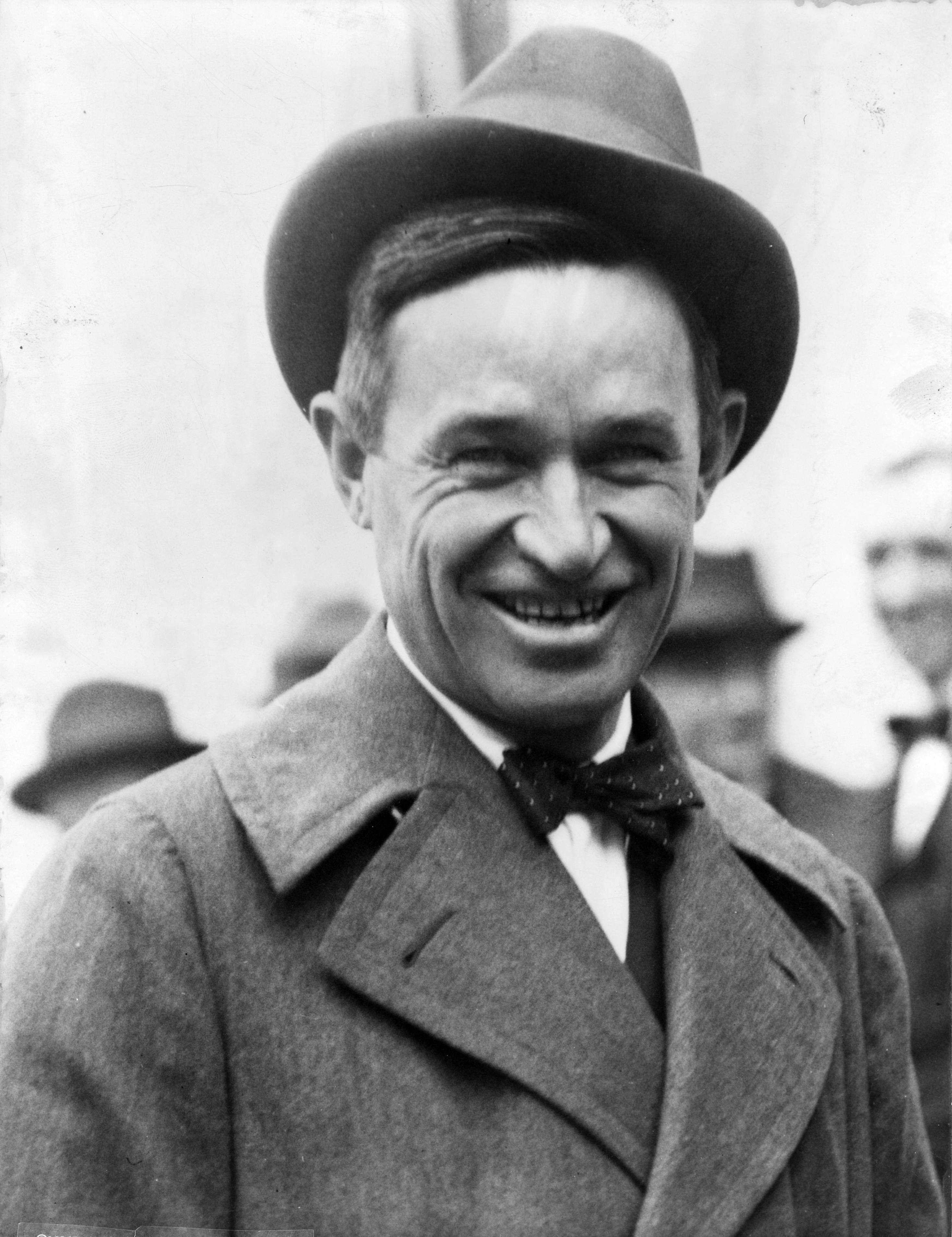
윌 로저스, 영화배우, 오클라호마주출신
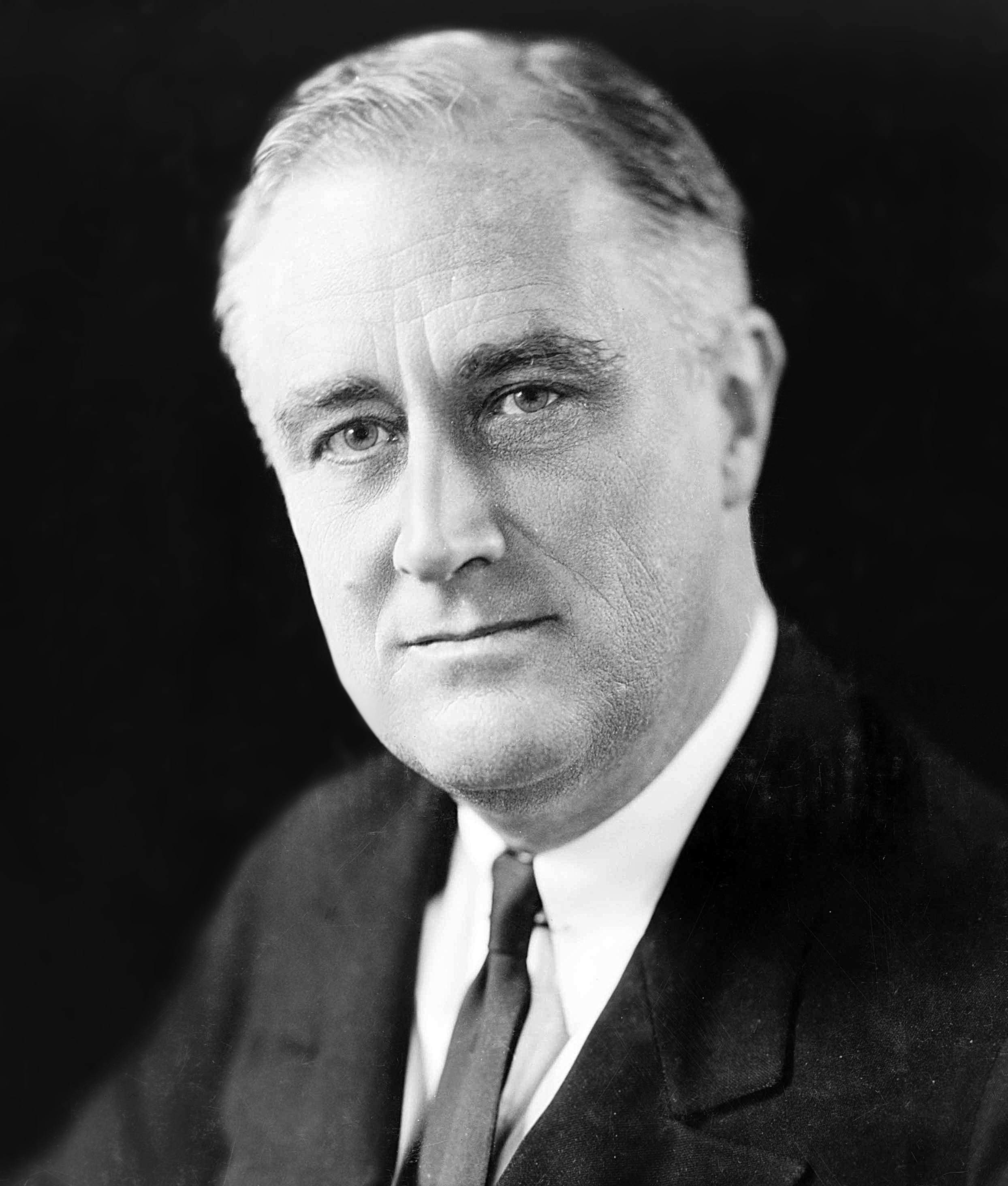
프랭클린 루즈벨트, 뉴욕주 지사
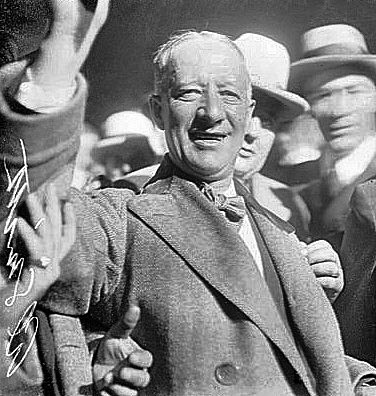
앨 스미스, 전뉴욕주 지사, 1928년의 대통령 후보

- 윌리엄 H. 머레이, 오클라호마 주지사
- 제임스 A. 리드, 미주리 선출 미국 상원 의원
- 멜빈 A.· 트레일러, 은행가, 일리노이 출신
- 조지 화이트, 오하이오 주지사

| 대통령 후보 지명 투표 결과 (민주당, 1932년) | 대통령 후보 지명 투표 결과 (민주당, 1932년) | 대통령 후보 지명 투표 결과 (민주당, 1932년) | 대통령 후보 지명 투표 결과 (민주당, 1932년) | 대통령 후보 지명 투표 결과 (민주당, 1932년) |
| 투표 차수                                   | 1                                           | 2                                           | 3                                           | 4                                           |
| 프랭클린 루즈벨트                           | 666.5                                       | 677                                         | 682                                         | 945                                         |
| 앨 스미스                                   | 201                                         | 194                                         | 190                                         | 190                                         |
| 존 N. 가너                                  | 90.25                                       | 90.25                                       | 101.3                                       | -                                           |
| 조지 화이트                                 | 52                                          | 50.5                                        | 52.5                                        | -                                           |
| 해리 F. 버드                                | 25                                          | 24                                          | 25                                          | -                                           |
| 멜빈 A. 트레일러                            | 42.5                                        | 40                                          | 40                                          | -                                           |
| 제임스 A. 리드                              | 24                                          | 18                                          | 27                                          | -                                           |
| 앨버트 리치                                 | 21                                          | 23                                          | 23                                          | -                                           |
| 윌리엄 H. 머레이                            | 23                                          | -                                           | -                                           | -                                           |
| 윌 로저스                                   | -                                           | 22                                          | -                                           | -                                           |
| 뉴턴 D. 베이커                              | 8.5                                         | 8.5                                         | 8.5                                         | -                                           |
| ------------------------------------------- | ------------------------------------------- | ------------------------------------------- | ------------------------------------------- | ------------------------------------------- |

| 부통령 후보 지명 투표 결과 | 부통령 후보 지명 투표 결과 | 부통령 후보 지명 투표 결과 | 부통령 후보 지명 투표 결과 | 부통령 후보 지명 투표 결과 |
| 투표 횟수                  | 1                          |                            |                            |                            |
| 존 N. 가너                 | 1154                       |                            |                            |                            |
| -------------------------- | -------------------------- | -------------------------- | -------------------------- | -------------------------- |

민주당의 공약에는 금주법의 철폐가 포함되어 있었으며, 음주 허용 여부는 각 주의 결정에 맡기겠다고 공약했다.

### 공화당
공화당 지명 후보자

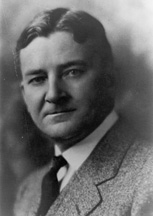
존 J. 블레인, 위스콘신주 미국 상원의원
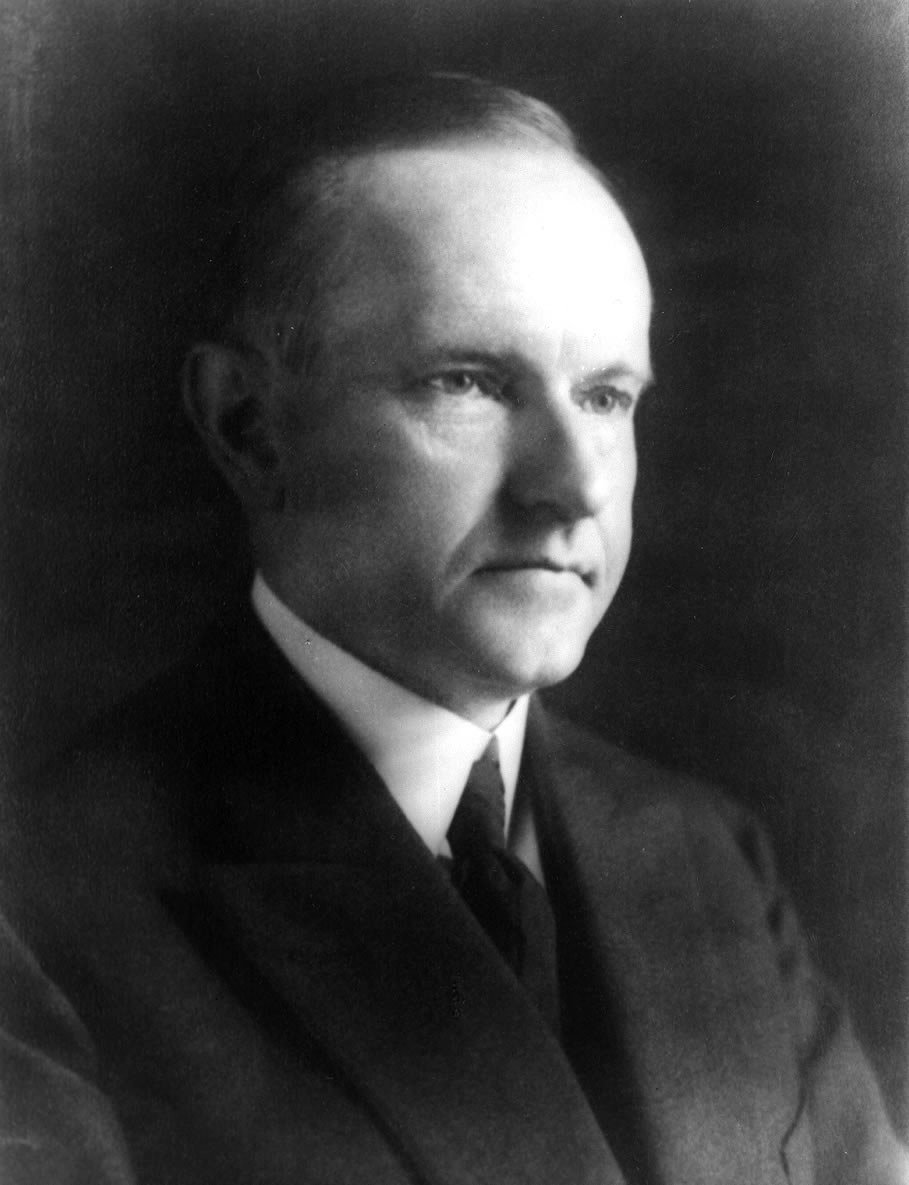
캘빈 쿨리지, 전대통령, 매사추세츠주
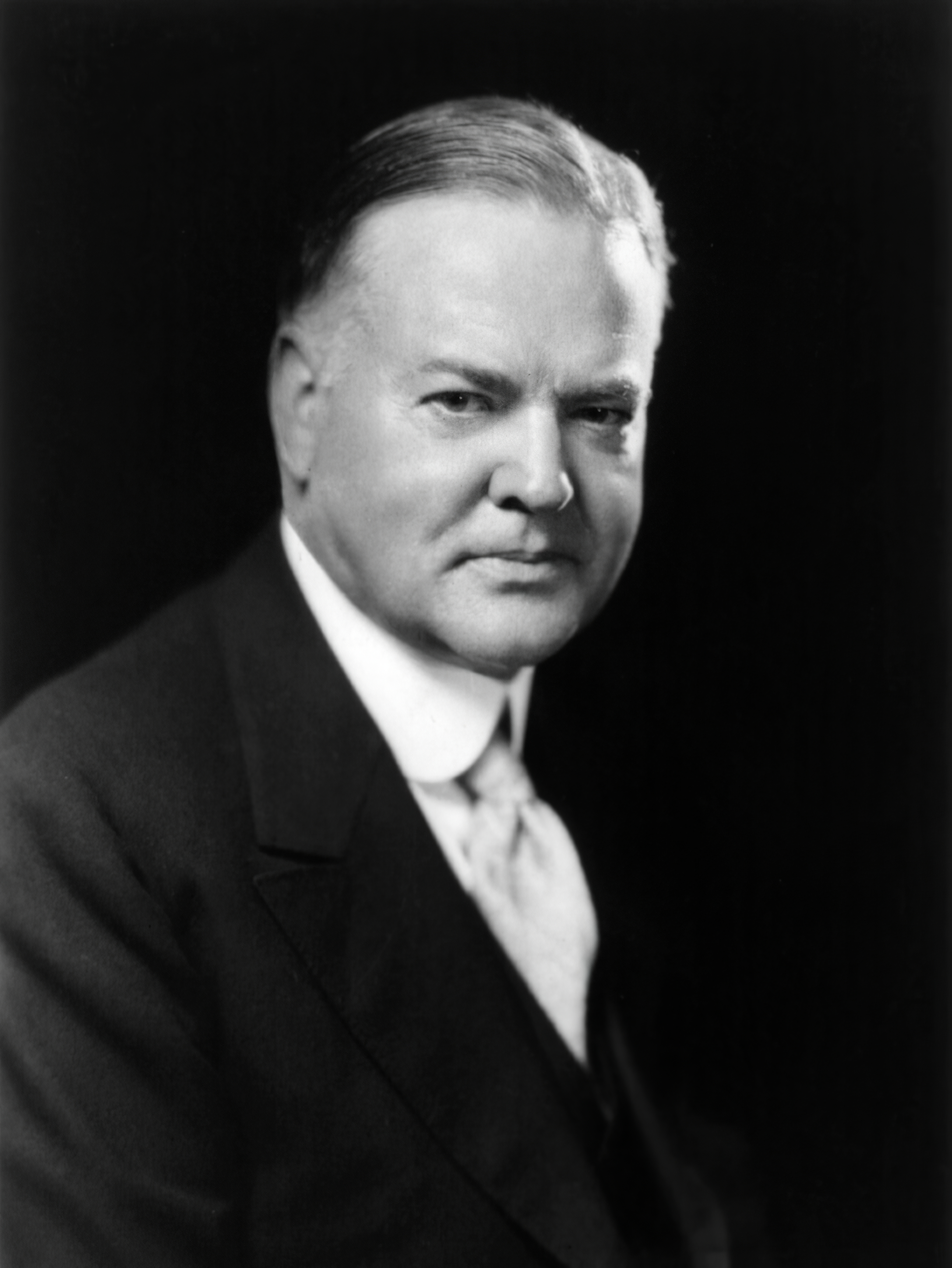
허버트 후버, 현직 대통령, 아이오와주
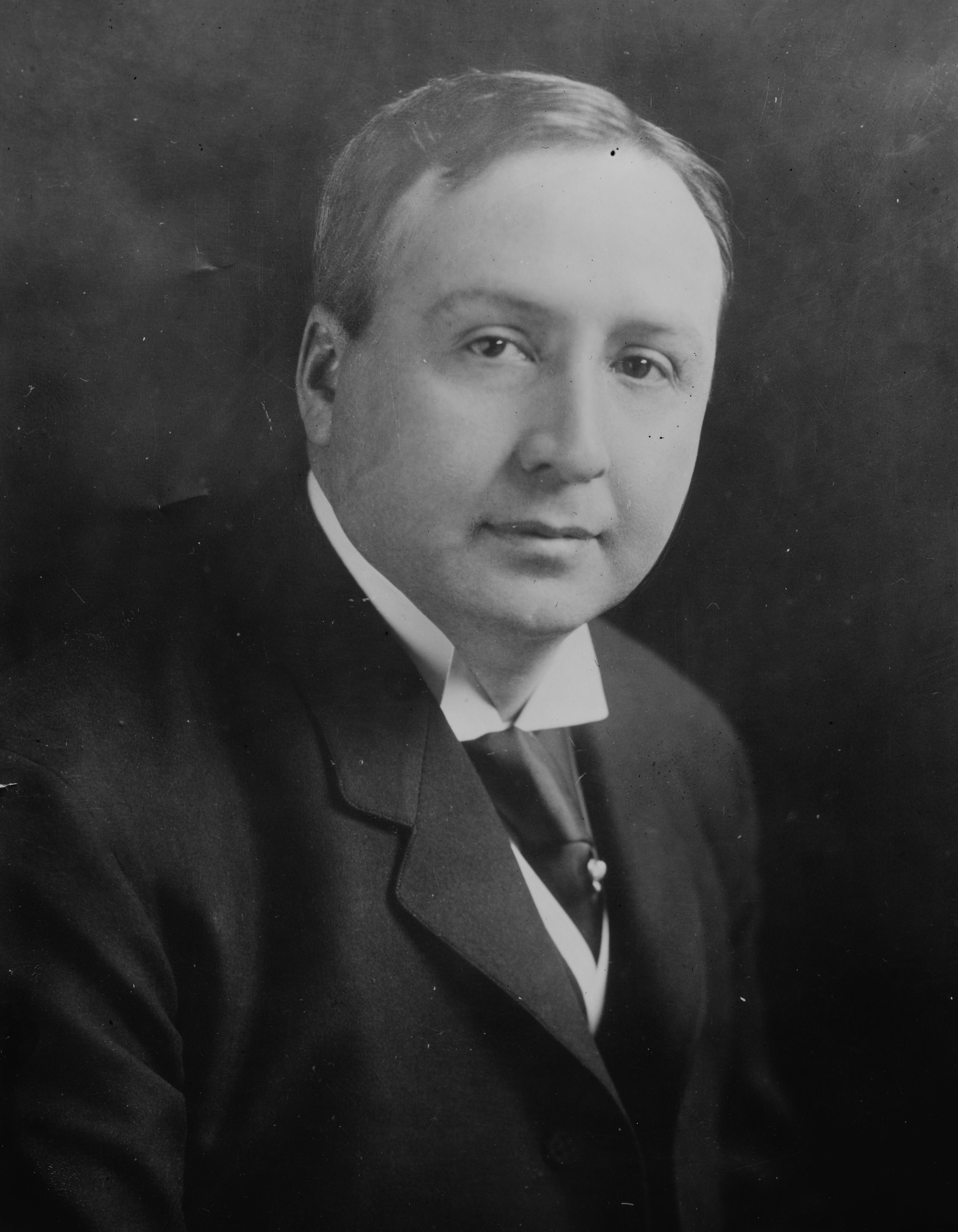
조셉 프랑스, 메릴랜드주 상원의원

- 제임스 워즈워드 Jr. 뉴욕주 미국 상원 의원

1932년이 시작될 때 공화당은 위기의 최악의 상황은 지난 것으로 예상했다. 어느 쪽으로도 허버트 후버 대통령은 당을 지배하고 있었다. 지명도가 낮은 전 상원 의원 조셉 프랑스가 후버에 맞서 경선에 출마했지만, 대부분 상대가 되지 않았다. 후버는 예비 선거에서의 승리는 두 가지 사실에서 강화되었다. 하나는 후버가 조셉 프랑스의 출신 주인 메릴랜드 예비 선거에서도 승리한 것, 두 번째는 예비 선거에서 공화당 전당 대회의 대의원이 거의 선택되지 않았던 것이었다.
공화당 전당 대회에서 후버의 매니저는 확실한 관리를 하며, 국가의 행방에 대한 우려 표명을 허락하지 않았다. 후버는 제1차 투표에서 대의원 98%의 표를 획득하여 대통령 후보로 지명되었다.
| 대통령 후보 지명 투표 결과 (공화당, 1932년) | 대통령 후보 지명 투표 결과 (공화당, 1932년) |
| 허버트 후버                                 | 1126.5                                      |
| 존 J. 브레인                                | 13                                          |
| 캘빈 쿨리지                                 | 4.5                                         |
| 조셉 프랑스                                 | 4                                           |
| 제임스 워즈워드 주니어                      | 1                                           |
| ------------------------------------------- | ------------------------------------------- |

공화당의 농업 정책파와 극단적인 경화 지지파(쿨리지의 지명을 원했던)는 의사 진행을 방해하며, 부통령 찰스 커티스의 재지명에 반대하는 투표를 실시했다. 커티스는 대의원 표의 정족수의 55%를 얻어 지명되었다.

## 대선
| 대선 결과                   |                  |            |            |                 |                               |                |
| 대통령 후보 출신 주         | 당               | 득표수     | 득표율     | 선거인단 득표수 | 부통령 후보 출신주            | 선거인단득표수 |
| 프랭클린 루즈벨트 뉴욕주    | 민주당           | 22,821,277 | 57.4%      | 472             | 존 N. 가너 텍사스주           | 472            |
| 허버트 후버 캘리포니아주    | 공화당           | 15,761,254 | 39.7%      | 59              | 찰스 커티스 캔자스주          | 59             |
| 노먼 토머스 뉴욕주          | 미국사회당       | 884,885    | 2.2%       | 0               | 제임스 H. 몰러 펜실베이니아주 | 0              |
| 윌리엄 Z. 포스터 일리노이주 | 미국공산당       | 103,307    | 0.3%       | 0               | 제임스 W. 포드 펜실베이니아주 | 0              |
| 윌리엄 D. 쇼 조지아주       | 금주당           | 81,905     | 0.2%       | 0               | 프랭크 S. 레이건 일리노이주   | 0              |
| 윌리엄 호프 하비 아칸소주   | 자유당           | 53,425     | 0.1%       | 0               | 프랭크 헤밍웨이 워싱턴주      | 0              |
| 반 L. 레이놀즈 뉴욕주       | 사회주의노동자당 | 33,276     | 0.1        | 0               | J. W. 에이컨 매사추세츠주     | 0              |
| 기타                        | -                | 12,569     | 0.1%       | 0               | -                             | 0              |
| 합계                        | 합계             | 39,751,898 | 100%       | 531             | -                             | 531            |
| 선출필요수                  | 선출필요수       | 선출필요수 | 선출필요수 | 266             | -                             | 266            |

### 접전 주 (투표율 10% 이내)
진한 것은 공화당, 보통은 민주당이 승리한 것을 보여준다.
1. 코네티컷, 1.1%
2. 뉴햄프셔, 1.4%
3. 뉴저지, 1.9%
4. 델라웨어, 2.4%
5. 오하이오, 2.9%
6. 매사추세츠, 4.0%
7. 펜실베이니아, 5.5%
8. 미시간, 7.9%
9. 캔자스, 9.4%

## 같이 보기
- 1932년 미국 상원의원 선거
- 1932년 미국 하원의원 선거